# Mirosław Wodzyński
Mirosław Zenon Wodzyński (ur. 13 lipca 1951 w Warszawie) – polski lekkoatleta, który specjalizował się w biegach płotkarskich.

## Kariera
Międzynarodową karierę zaczynał od zdobycia w 1970 roku srebrnego medalu mistrzostw Europy juniorów. W kolejnym sezonie zajął ósme miejsce na mistrzostwach Europy. W 1972 roku był szósty na halowym czempionacie Starego Kontynentu oraz dotarł do półfinału igrzysk olimpijskich w Monachium. Tuż za podium, na czwartym miejscu, uplasował się podczas kolejnej edycji halowych mistrzostw Europy. Duże sukcesy odniósł w 1974 kiedy został wicemistrzem Starego Kontynentu w hali oraz na stadionie. Zajął piąte w 1975 roku na halowych mistrzostwach Europy w Katowicach. Trzykrotnie był notowany w prestiżowym rankingu amerykańskiego czasopisma Track & Field News (na 5. miejscu w 1973, na 3. miejscu w 1974 oraz na  10. miejscu w 1975). Czternaście razy w karierze bronił barw narodowych w meczach międzypaństwowych. Uznany najlepszym polskim zawodnikiem na 110 metrów przez płotki w historii w plebiscycie zorganizowanym z okazji 90-lecia Polskiego Związku Lekkiej Atletyki.
Pięciokrotny medalista seniorskich mistrzostw Polski ma w dorobku jeden złoty medal (Warszawa 1974), dwa srebrne (Warszawa 1970 i Bydgoszcz 1975) oraz dwa brązowe (Warszawa 1971 i Warszawa 1972). Stawał na podium halowych mistrzostw kraju zdobywając dwa złote medale oraz po jednym srebrnym i brązowym.
Siedem razy poprawiał rekord Polski w biegu na 110 metrów przez płotki doprowadzając go do wyniku 13,55 s. w 1975 roku.
Od maja 2008 roku pełnił funkcję dyrektora sportowego w Polskim Związku Curlingu, a 21 października 2017 roku objął stanowisko wiceprezesa, które utrzymał po Nadzwyczajnym Krajowym Zjeździe Delegatów 25 kwietnia 2018 roku. Nie znalazł się w nowo wybranym zarządzie 14 grudnia 2018 roku.
Brat Leszka, także utytułowanego płotkarza.

## Rekordy życiowe
- bieg na 50 metrów przez płotki – 6,61 s. (12 marca 1972, Grenoble)
- bieg na 60 metrów przez płotki – 7,68 s. (10 marca 1974, Göteborg)
- bieg na 110 metrów przez płotki – 13,55 s. (29 maja 1975, Warszawa) – 12. wynik w historii polskiej lekkoatletyki[11] oraz 13,4 s. (pomiar ręczny: 28 czerwca 1973, Helsinki)

## Osiągnięcia
| Rok  | Impreza                     | Miejsce   | Konkurencja                | Pozycja    | Wynik |
| ---- | --------------------------- | --------- | -------------------------- | ---------- | ----- |
| 1970 | Mistrzostwa Europy juniorów | Paryż     | bieg na 110 m przez płotki | 2. miejsce | 14,22 |
| 1971 | Mistrzostwa Europy          | Helsinki  | bieg na 110 m przez płotki | 8. miejsce | 14,78 |
| 1972 | Halowe mistrzostwa Europy   | Grenoble  | bieg na 50 m przez płotki  | 6. miejsce | 6,68  |
| 1972 | Igrzyska olimpijskie        | Monachium | bieg na 110 m przez płotki | półfinał   | 14,63 |
| 1973 | Halowe mistrzostwa Europy   | Rotterdam | bieg na 60 m przez płotki  | 4. miejsce | 7,68  |
| 1973 | Półfinał pucharu Europy     | Celje     | bieg na 110 m przez płotki | 1. miejsce | 14,19 |
| 1974 | Halowe mistrzostwa Europy   | Göteborg  | bieg na 60 m przez płotki  | 2. miejsce | 7,68  |
| 1974 | Mistrzostwa Europy          | Rzym      | bieg na 110 m przez płotki | 2. miejsce | 13,67 |
| 1975 | Halowe mistrzostwa Europy   | Katowice  | bieg na 60 m przez płotki  | 5. miejsce | 7,85  |